# Tarifa
Tarifa là một đô thị trong tỉnh Cádiz, Tây Ban Nha.

## Dân số

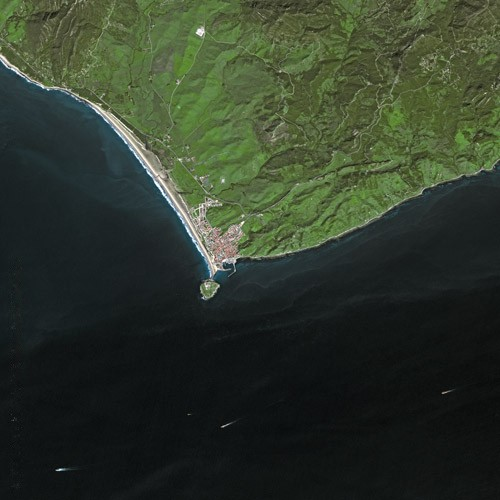
Tarifa nhìn từ vệ tinh

| 1999   | 2000   | 2001   | 2002   | 2003   | 2004   | 2005   |
| ------ | ------ | ------ | ------ | ------ | ------ | ------ |
| 15.344 | 15.481 | 15.764 | 16.058 | 16.392 | 16.743 | 17.199 |

Mguồn: INE (Spain)